# Pachylophus rufescens
Pachylophus rufescens är en tvåvingeart som först beskrevs av Meijere 1904.  Pachylophus rufescens ingår i släktet Pachylophus och familjen fritflugor. Inga underarter finns listade i Catalogue of Life.